# Fonction d'étalement du point
Pour les articles homonymes, voir PSF et Beam.
La fonction d'étalement du point (point spread function ou PSF en anglais), ou réponse impulsionnelle spatiale, est une fonction mathématique qui décrit la réponse d'un système d'imagerie à une source ponctuelle. Elle est utilisée dans divers domaines pouvant relever de l'optique (astronomie, microscopie, ophtalmologie) ou d'autres techniques d'imagerie (radiographie, échographie, IRM).
Dans le cadre de l'optique, un système optique et ses différents éléments présentent des défauts qui ont pour effet, pour un point objet, un « étalement » du point lumineux image. Pour un système optique sans aberration, seule la diffraction intervient et l'image formée est une tache d'Airy pour une ouverture circulaire. La fonction d'étalement du point est l'équivalent bidimensionnel de la réponse impulsionnelle utilisée en traitement du signal. Cette fonction étant connue, des opérations de déconvolution permettent de renverser le processus pour améliorer la résolution du système d'imagerie.
Lorsque le système d'imagerie est considéré invariant, c'est-à-dire qu'un déplacement de l'objet dans le plan objet se traduit simplement par un déplacement de l'image dans le plan image, le produit de convolution (en deux dimensions) de la fonction d'étalement du point et de la répartition lumineuse de l'objet permet d'obtenir la répartition lumineuse de l'image formée. La transformée de Fourier de la fonction d'étalement du point est appelée fonction de transfert optique et peut être utilisée pour simplifier les calculs.

Fonction d'étalement du point (PSF) pour un système optique sans aberration et une ouverture circulaire (au centre). Les points de l'objet (à gauche) subissent un étalement sur l'image (à droite).

En astronomie, la largeur de la fonction d'étalement du point d'une étoile sur une image permet de calculer la valeur du seeing. En ce qui concerne l'observation du ciel, ce sont les perturbations atmosphériques qui dominent sur les effets de diffraction.
En microscopie, la fonction d'étalement du point permet entre autres de déterminer la résolution ou d'évaluer des aberrations optiques. Elle peut être trouvée expérimentalement en enregistrant une image d’un objet avec une taille inférieure à la longueur d’onde utilisée. Dans le spectre visible ceci est difficile : des nano-billes fluorescentes ou des nanocristaux sont souvent utilisés. Comme alternative, la fonction d'étalement du point peut être aussi calculée d’une manière détaillée à l’aide des modèles théoriques en prenant en compte des conditions réalistes différentes d’imagerie. Ceci permet l’optimisation de la fonction d'étalement du point selon l’application le cas échéant. La connaissance de la fonction d'étalement du point est particulièrement importante pour de nouvelles techniques d'imagerie ou de microscopie qui dépendent d'une mise en forme du faisceau lumineux, comme la microscopie STED.
La fonction d'étalement du point d'un interféromètre, aussi appelée dirty beam, intervient en imagerie par synthèse d'ouverture, dans la mesure où l'obtention de l'image finale (clean map) nécessite la déconvolution du dirty map par le dirty beam.  Le dirty beam B est la transformée de Fourier de la fonction d'échantillonnage S de l'interféromètre :
{\displaystyle B(l,m)=\iint \mathrm {e} ^{-2\pi i(ul+vm)}S(u,v)\,\mathrm {d} u\,\mathrm {d} v,}
où l et m sont les coordonnées spatiales (en radians) ; u et v les fréquences spatiales réduites (en multiples de la longueur d’onde).
Plus l'échantillonnage des fréquences spatiales est lâche, plus le dirty beam présente des lobes secondaires qui rendent l’interprétation du dirty map hasardeuse.